# Pseudozius caystrus
Pseudozius caystrus är en kräftdjursart som först beskrevs av Adams och White 1849.  Pseudozius caystrus ingår i släktet Pseudozius och familjen Goneplacidae. Inga underarter finns listade i Catalogue of Life.